# Zwi Migdal
A Zwi Migdal ou Zvi Migdal foi uma organização criminosa constituída por pessoas ligadas à comunidade judaica do Leste Europeu, e que operou a partir de meados do Século XIX (cerca de 1860) até a eclosão da Segunda Guerra Mundial (1939).
Essa organização dedicou-se especialmente ao tráfico de mulheres destinadas à prostituição, vindas da própria comunidade judaica ou das populações não judaicas que viviam nas vilas categorizadas como "Shtetl", ou vilas judias da Europa Central. Essa grande região incluía partes das modernas Polônia, Rússia, Alemanha, Lituânia, Estônia, República Tcheca, Ucrânia, entre outros países. O comércio de pessoas nessa região é um crime antigo, remontando à Idade Média europeia: a própria palavra "slave" (escravo, em inglês moderno e no francês arcaico; no francês moderno, "esclave"), denuncia a prática da escravidão envolvendo os povos eslavos como suas principais vítimas.
A chegada das "polacas" consta do ano de 1867, porém o fluxo de judias prostituídas aumentou com a fundação da Zwi Migdal, organização responsável pelo tráfico internacional de mulheres, que possuía ramificações em vários continentes, monopolizando o tráfico na Europa Centro-Oriental, em Varsóvia, Paris, Berlim e no Porto de Odessa. Nomes como Organização para a Ajuda Mútua de Varsóvia eram usados pela organização como fachada, para recrutar moças pobres da Europa Oriental. É justamente do nome Organização para a Ajuda Mútua de Varsóvia que origina o termo polaca, devido à conexão com a capital polonesa, onde se encontrava uma de suas sedes. Muitas das "polacas" chegaram ao Brasil através de Buenos Aires, capital da Argentina, onde a organização coordenava todas as atividades de suas filiais e representações do continente. Em todas as filiais, sejam na Argentina ou no Brasil, a Organização para a Ajuda Mútua de Varsóvia operava escritórios, sinagogas e cemitérios para o uso dos membros da organização.
O primeiro navio trazendo jovens mulheres judias chegou ao Brasil em 1867, e até 1913 a organização controlava centenas de prostíbulos em várias cidades brasileiras. Em seu ápice, após a Primeira Guerra Mundial, a Zwi Migdal dirigia bordéis ao redor do mundo, desde Nova York até Xangai, incluindo África do Sul, Índia e China. O centro das atividades era na América do Sul, especialmente nas grandes cidades como Rio de Janeiro e Buenos Aires, mas também São Paulo, Manaus e Belém. A Zwi Migdal possuía mais de 3000 bordéis só na Argentina.
As "polacas" ficaram famosas na mitologia urbana carioca do começo do século XX, e sua presença foi marcante na Era Vargas (1930-1945). O embarque dos cáftens e das prostitutas para o Rio de Janeiro era feito no porto de Marselha, na França, onde havia um mercado de compra e venda dessas mulheres. Quando da chegada das primeiras prostitutas judias, ocorria a sua distribuição por áreas centrais da cidade do Rio de Janeiro. Na década de 1920, com as progressivas repressões policiais, elas acabavam se concentrando na Praça Onze, passando a conviver com o restante da comunidade judaica. Neste período, a região era conhecida como o bairro dos judeus, sendo também denominada Zona do Mangue, por causa do canal que atravessava o local. Tanto nos bordéis, quanto nas ruas, estabeleceu-se uma hierarquia: de um lado, as cocottes francesas que representavam a elite do meretrício, mulheres de boa aparência que circulavam nas altas rodas da sociedade; de outro, as polacas, que levavam consigo a imagem de proletárias do sexo.
Por quase um século, mulheres judias nascidas no Leste Europeu e conhecidas como "polacas", que se prostituíram no Brasil, usavam expressões que deram origem a muitas palavras populares no Brasil. Quando suspeitavam que um cliente tinha uma doença venérea, diziam "ein krenke" ("doença", em iídiche), que se transformou em "encrenca". "Sacana" em iídiche significa "perigo". Quando a polícia chegava ouvia-se essa palavra sendo pronunciada. Cafetão como sinônimo de proxeneta, por analogia com "caftan" ou "kaftan", um casaco ou sobretudo abotoado pela frente que chega aos joelhos, com mangas longas, tipicamente russo, feito com lã, seda ou algodão, vestido pelos encarregados dos estabelecimentos.[carece de fontes?]
A palavra "polaca"  é normalmente usada nos países lusófonos, mas, no Brasil, tornou-se extremamente ofensiva para a população originária da Polônia, já que era usada como sinônimo de prostituta.  Por essa razão, foram adotadas as palavras "polonesa" e "polonês".

## Origem do nome
Originalmente chamada de Organização para a Ajuda Mútua de Varsóvia, a organização mudou seu nome para Zvi Migdal em 7 de maio de 1906, depois de o embaixador polonês arquivar uma queixa oficial às autoridades argentinas sobre o uso do nome Varsóvia.
O nome da associação foi escolhido para honrar Zvi Migdal, que também era conhecido como Luís Migdal, um dos fundadores da organização, que mais tarde se dividiu. Um dos grupos originários dessa divisão, encabeçado por Shimon Rubenstein, transformou-se em  uma outra organização com o nome Ashkenazum.

## Filmografia
- Aquelas Mulheres (2007; 20'), de Verena Kael e Matilde Teles.